# Bomangruppen
Bomangruppen eller BOMAN-gruppen, beredningsgruppen för opinionsbildning mot alkohol och narkotika, tillsatt av regeringen Carlsson 1987 och knutet till AN-rådet. Bomangruppen ersattes 1989 av Athenagruppen.